# Nun (personatge bíblic)
Nun, a la Bíblia hebrea, era un home de la tribu d’Efraïm, net d’Ammihud, fill d’Elixamà i pare de Josuè (1 Cròniques 7:26-27).
Nun va créixer i hauria viscut tota la seva vida durant el captiveri d'Egipte dels israelites, on els egipcis "els amargaren la vida amb treballs pesats: preparar l’argila, fer maons i ocupar-se de totes les feines del camp." (Èxode 1:14). En arameu, nun significa "peix". Així, el Midraix explica: "[El] fill de qui es deia com el nom d'un peix els conduiria [als israelites] a la terra" (Gènesi Rabba 97:3).

## Tomba
La tradició situa la tomba de Nun a prop de la del seu fill Josuè que, segons Josuè 24:30, és a Timnat Sèrah mentre que al Jutges 2:9 se l'anomena Timnat-Heres. Avui en dia les dues tombes es troben integrades dins el nucli urbà del poble palestí Kifl Haris, situat al nord-oest d'Ariel (Samaria, nord de Cisjordània).